# Национальный заповедник полуострова Аляска

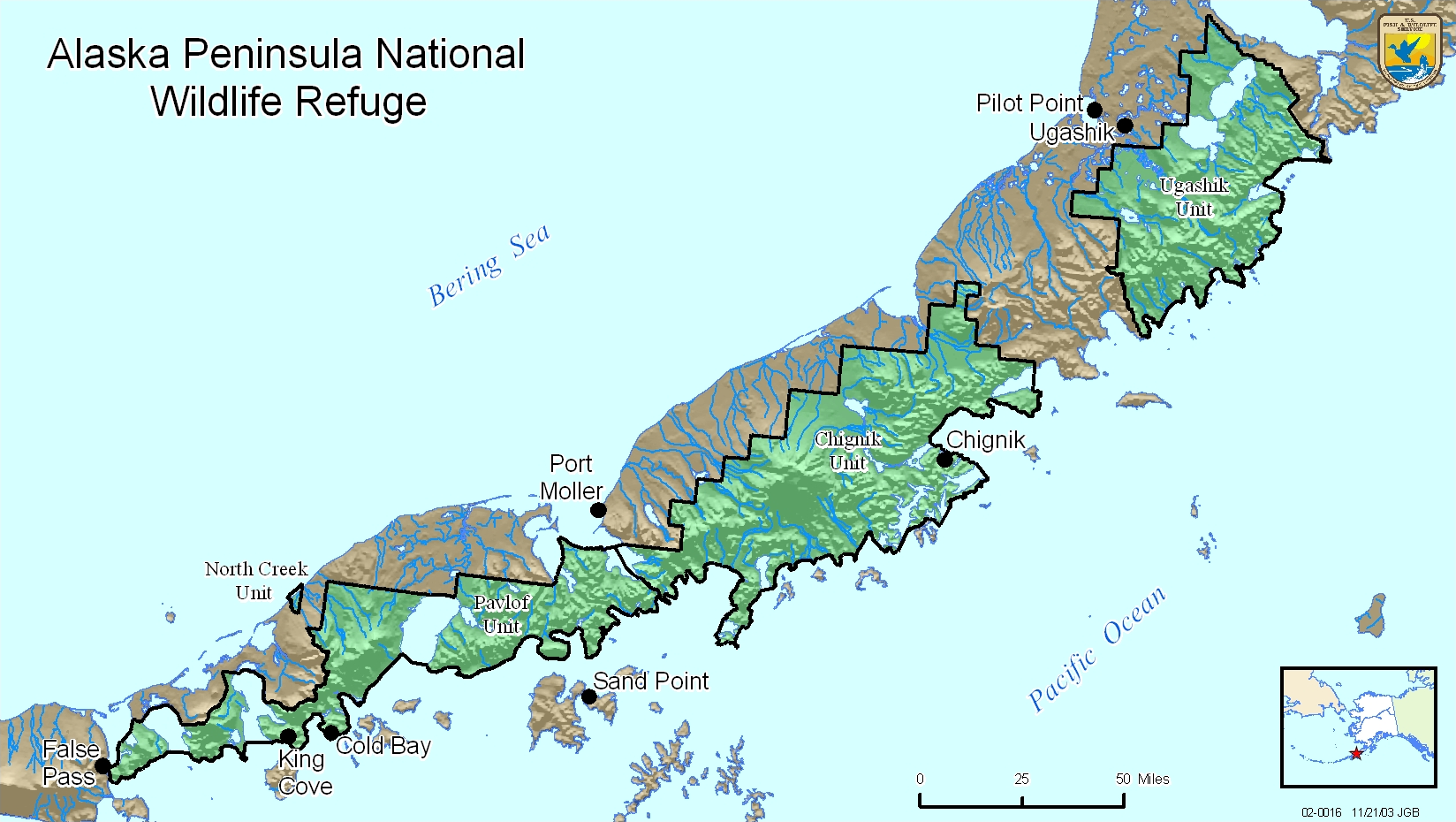
Заповедник на карте полуострова Аляска

Национальный заповедник полуострова Аляска (англ. Alaska Peninsula National Wildlife Refuge) — национальный резерват дикой природы, расположенный в штате Аляска, США. Управляется Службой охраны рыбных ресурсов и диких животных США из городка Кинг-Салмон.

## География
Заповедник занимает почти всю южную и центральную часть полуострова Аляска, протянувшись от Национального заповедника Бочарова на востоке до оконечности полуострова на западе. Административно занимает части боро Восточные Алеутские острова, Лейк-энд-Пенинсула и Кадьяк-Айленд. На своём протяжении заповедник имеет «разрывы», в которых расположены Национальный памятник природы и заказник Аниакчак и Национальный заповедник Изембек. На территории заповедника или в непосредственной близости от него расположены населённые пункты Чигник, Колд-Бей, Кинг-Ков, Чигник-Лагун и Фолс-Пасс.
Площадь заповедника составляет 14 421 км².

### Вулканы
На территории заповедника расположены множество вулканов, в том числе самые активные на всей Аляске:
- Вулкан Павлова — 2515 метров над уровнем моря, последнее извержение в 2013 году.
- Вулкан Вениаминова — 2507 метров над уровнем моря, последнее извержение в 2013 году.
- Стратовулкан Чигинагак — 2135 метров над уровнем моря, последнее извержение в 1998 году.

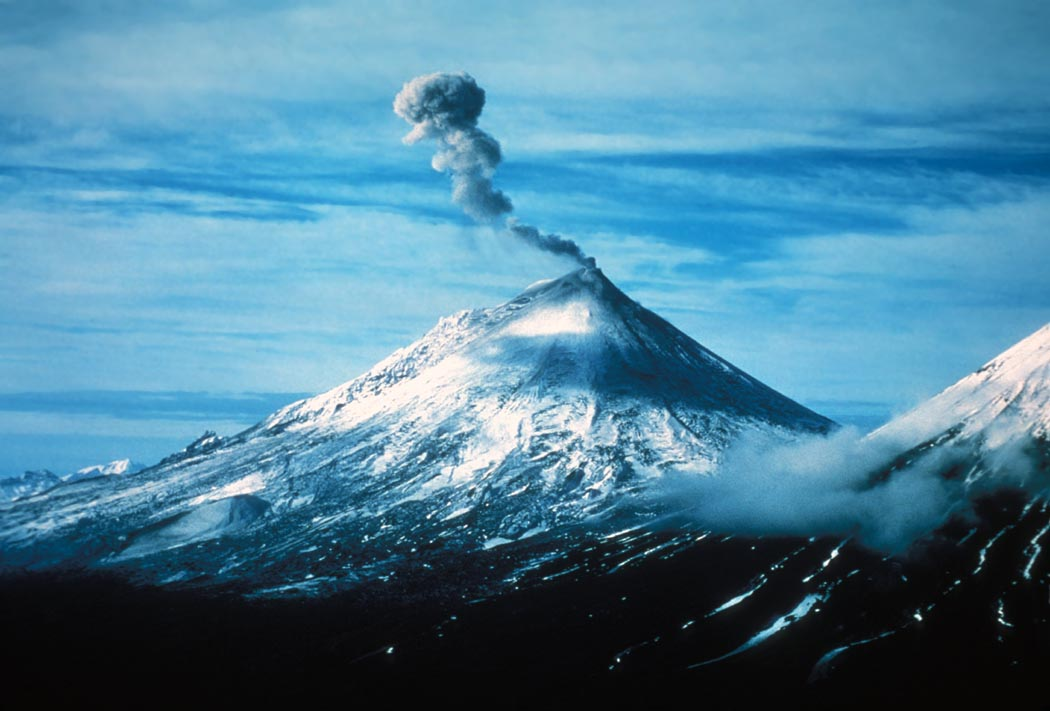
Вулкан Павлова
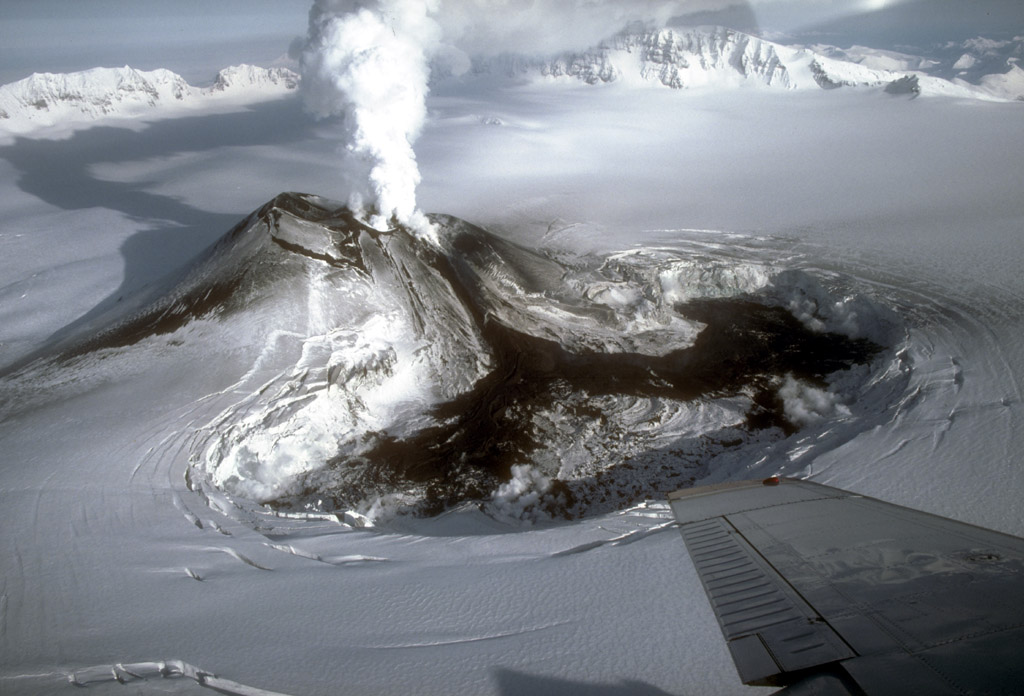
Вулкан Вениаминова
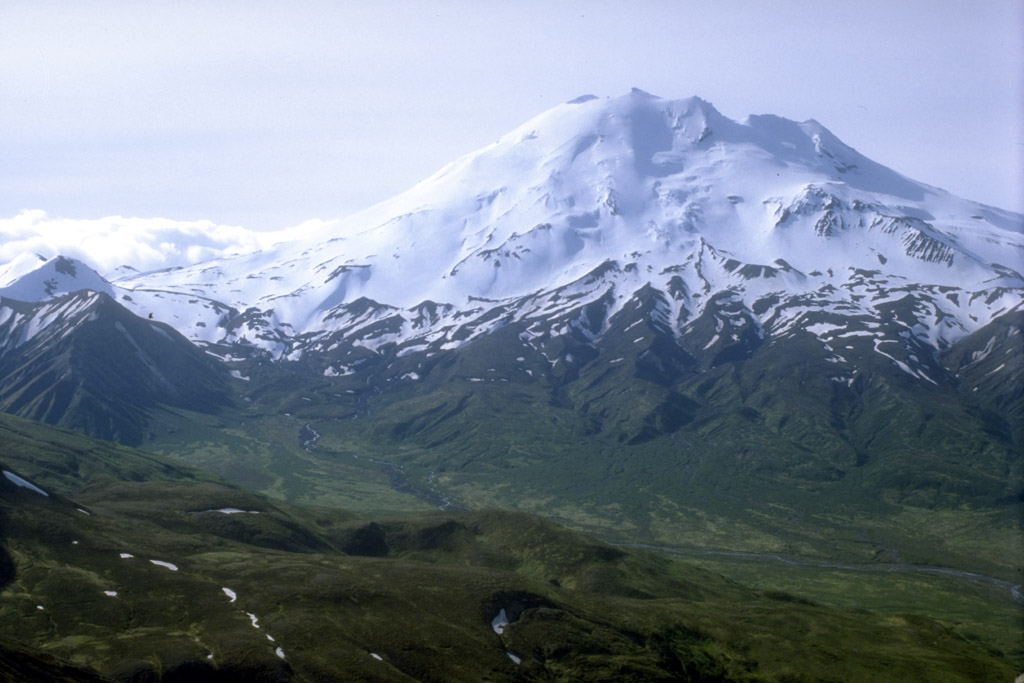
Стратовулкан Чигинагак

## История
Заповедник был образован 2 декабря 1980 года согласно акту Alaska National Interest Lands Conservation Act. Совместно с Национальным Одюбоновским обществом с 1986 года по настоящее время в заповеднике проходит «рождественский подсчёт птиц» (с 14 декабря по 5 января). В 1989 году экологии заповедника был причинён серьёзный ущерб выбросом нефти из танкера «Эксон Валдез». С 1992 года в заповеднике постоянно работают биологи, которые делают подсчёт видов водоплавающих птиц четырежды в неделю. С 1994 по 1999 года более 110 волонтёров Института наблюдения за Землёй изучали в заповеднике биологию птиц.

## Фауна
Заповедник был образован в целях сохранения популяций кадьяков, карибу, лосей, морских млекопитающих, мигрирующих птиц и рыб. Заповедник успешно справляется с этой задачей; из других животных, обитающих здесь в больших количествах, можно отметить птиц: куликов, тупиков, бакланов, моевок, кайр, гусей-белошеев, белолобых гусей, каменушек, сибирских гаг, белоголовых орланов, больших крохалей, гоголей, американских лебедей, крякв; пять видов лососёвых, включая нерку; морских млекопитающих: морских львов, серых китов, тюленей, каланов; а также зайцев и рысей.